# Henry Davray
Henry Davray (1873 – 1944) è stato un critico letterario e traduttore francese.

## Biografia
Sciveva critiche al prestigioso giornale di Parigi nell'epoca vittoriana le Mercure de France, ha tradotto dall'inglese al francese opere di de Wells, Kipling, Oscar Wilde, Yeats, è stato corrispondente di guerra e delegato ufficiale del governo francese. Nel 1917 fonda la rivista anglo-francese society.
Molto amico di Oscar seppe da Ernest Dowson il suo nuovo indirizzo, di quando dopo essere uscito di prigione andò per un periodo a Napoli (si trovava a via Posillipo nella Villa Giudice)
Una volta incontrò lo scrittore irlandese per caso, quando egli era rimasto senza un soldo, verso la fine della sua vita, e per assecondarlo dovette rinunciare ad un suo appuntamento, alla fine Wilde gli chiese del denaro e per ottenerlo prese una copia di The Duchess of Malfi di Webster e gliela consegnò con dedica.

## Opere
Fra le sue opere più importanti:
- Through French eyes: Britain 's effort  (1916) Constable, Londra.